# Elīna
Elīna ist ein weiblicher Vorname.

## Herkunft und Bedeutung
Der Name ist eine lettische Variante von Helen. Weitere sind Helēna und Elēna.

## Bekannte Namensträgerinnen
- Elīna Garanča (* 1976), lettische Opernsängerin